# Michaela Maria Drux
Michaela Maria Drux, auch Micki Drux, (* 1959) ist eine deutsche Kabarettistin, Cartoonistin, Installations- und Aktionskünstlerin.
„Drux wuchs in Köln auf, studierte an der Kunstakademie in Düsseldorf und lebt heute in Zürich.“  Ihr Genre „ist das literarisch-musikalische Kabarett“, in welchem sie Genderthemen behandelt; ihr Markenzeichen sind Freudsche Versprecher. Einige Jahre tourte sie mit ihrer „One-Woman-Show“ Druxache. Ein anderes Programm hieß Kabarette sich wer kann. Sie trat lange auch mit dem Schweizer Pianisten Peter Zihlmann auf. Sie stellt auch ihre Karikaturen aus.
Drux veröffentlichte Kochbücher: 2006 mit El Tipico Himmlische Küchengelüste, und 2013 mit Evert Kornmayer Festliche Menüs für Eure Hochzeitstage (ein Finalist des International Cookbook Award).